# Dru Down
Dru Down, de son vrai nom Darnel Robinson, né le 14 septembre 1969 à Oakland, Californie, est un rappeur américain.
Il est principalement actif dans les années 1990 et 2000, et connaît quelques succès musicaux avec le groupe de rap américain Luniz dont The Ice Cream Man. Il est membre de The Regime, un collectif de rappeurs qui inclut Yukmouth, Tech N9ne, Messy Marv, BG Bulletwound, Dorasel, Grant Rice, Tha Realest et Gonzoe. Il a également joué avec d'autres rappeurs comme Spice 1, Mac Dre, E-40, Richie Rich, Shock G et ouvre le titre All About You de 2Pac.

## Biographie
Dru Down publie son premier album studio, Fools from the Streets en 1993.
Il revient le 6 septembre 1994 avec son deuxième album, Explicit Game. Il contient le single à succès Mack of the Year et atteint la 31e place du Billboard Heatseekers et la 46e du Top R&B/Hip-Hop Albums,. L'album devient également une rampe de lancement pour Luniz.
Son troisième album, Can You Feel Me, sorti le 20 août 1996, est un petit succès commercial. Il se classe 54e du Billboard 200. Il contient également les singles Baby Bubba et Can You Feel Me. La même année, il tourne pour la première fois dans le film Original Gangstas.
Il publie son quatrième album, Pimpin' Phernelia, le 28 août 2001, qui se classe 15e au Top Independent Albums et 81e au Top R&B/Hip-Hop Albums.
Dru est actuellement signé sur le label Smoke-A-Lot Records de Yukmouth et dirige son propre label, Vibe On Records. Dru Down publie son album Chronicles of a Pimp le 16 novembre 2010.

## Discographie

### Albums studio
- 1993 : Fools from the Streets
- 1994 : Explicit Game
- 1996 : Can You Feel Me
- 2001 : Pimpin' Phernelia
- 2002 : Gangsta Pimpin'
- 2010 : Chronicles of a Pimp

### Album collaboratif
- 2006 : Cash Me Out (avec Lee Majors)

### Mixtapes
- 2007 : Crack Muzic Vol. 1  (avec Rahmean & Lee Majors)
- 2007 : Crack Muzic Vol. 2  (avec Rahmean & Lee Majors)

### Singles
- 1994 : Pimp of the Year
- 1994 : Ice Cream Man (feat. Luniz)
- 1995 : No One Loves You
- 1996 : Can You Feel Me
- 1997 : Baby Bubba (feat. Bootsy Collins)
- 2010 : Hello (feat. Jacka)